# Latarnia Point Reyes
Latarnia Point Reyes (ang. Point Reyes Lighthouse, znana także jako: Point Reyes Light lub Point Reyes Light Station) – latarnia morska położona na przylądku Point Reyes w Zatoce Farallones na zachodnim wybrzeżu USA, w stanie Kalifornia w hrabstwie Marin.
Wieża latarni to szesnastościenna konstrukcja o wysokości ok. 10 metrów, wykonana z kutej stali i przytwierdzona do skały kotwami. Wieża jest koloru białego z czerwonym dachem. Światło latarni jest ogniskowane przez soczewkę Fresnela pierwszego rzędu. Mechanizm latarni i jej soczewka zostały zbudowane w 1867 roku we Francji i wysłane na miejsce statkiem wokół Przylądka Horn. Latarnię specjalnie wybudowano poniżej płaskowyżu, by jej światło było widzialne pod pokrywą często występującej w tym rejonie mgły, ale jednocześnie na tyle wysoko, by miało ono wystarczający zasięg. Latarnia nadawała także sygnał mgłowy, początkowo zasilany parą z wytwornicy. Wodę, potrzebną do wytwarzania pary, gromadzono w cysternie z opadów lub, w wypadku suszy, dowożono z pobliskich farm. Po elektryfikacji latarni w 1938 roku do wytwarzania sygnału mgłowego wykorzystywano sprężone powietrze. Latarnia emitowała również sygnał radiowy. W 1975 roku latarnia została zautomatyzowana; nowe źródło światła umieszczono w dawnym budynku sygnału mgłowego. W tym samym roku przekazano ją na własność National Park Service, która zarządza nią, jako obiektem muzealnym.

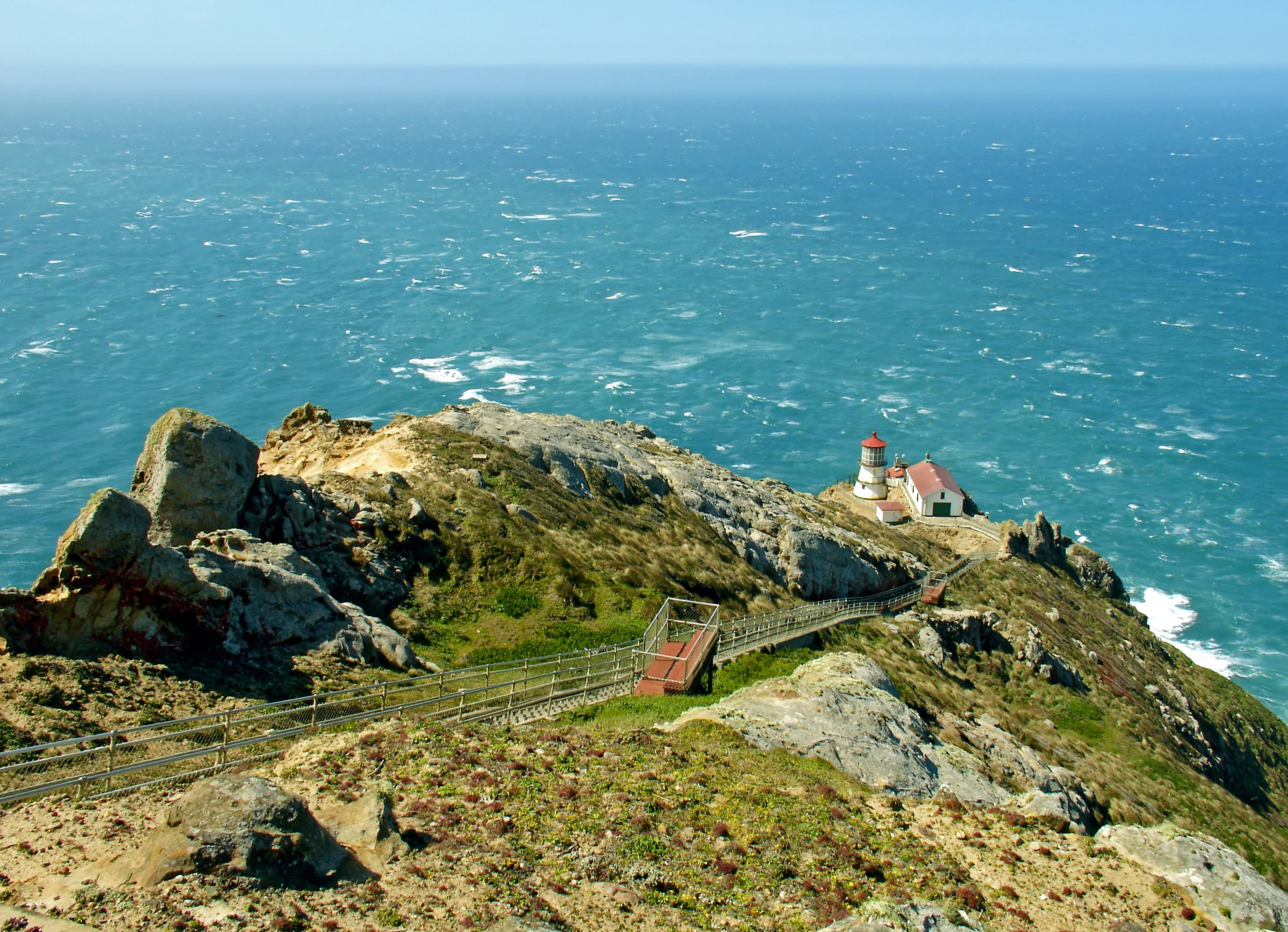
Latarnia widziana z płaskowyżu. Widoczne są zbudowane w 1939 roku schody prowadzące do latarni.

Początkowo latarnia była doglądana przez latarników, którzy wraz z rodzinami żyli na płaskowyżu powyżej. W 1939 roku do latarni  doprowadzono schody zawierające 304 (308) stopni, zastępując istniejącą ścieżkę. Obecnie schodami do latarni mogą się dostać także turyści, jednak są one zamykane przy prędkości wiatru przekraczającej 65 km/h. W 1960 roku wybudowano na płaskowyżu powyżej latarni nowoczesne kwatery dla latarników i ich rodzin (latarnie w tym czasie obsługiwały cztery rodziny). Najbliższa szkoła, do której dowożono dzieci latarników, znajdowała się pięć kilometrów w głąb lądu. Najbliższa poczta i inne usługi były dostępne w Bazie Lotniczej Hamilton lub w rejonie San Francisco. Najbliższym miastem jest Inverness, położone 31 kilometrów od latarni.
Obecnie latarnia i jej infrastruktura są atrakcją turystyczną wpisaną w 1991 roku do Narodowego Rejestru Miejsc Historycznych.
Latarnia była także miejscem akcji filmu Johna Carpentera z 1980 roku: Mgła.